# Gymnobela
Gymnobela é um gênero de gastrópodes pertencente a família Raphitomidae.

## Espécies
- Gymnobela abyssorum (Locard, 1897)[3]
- Gymnobela adenica Sysoev, 1996[4]
- Gymnobela africana Sysoev, 1996[5]
- Gymnobela agassizii (Verrill & Smith, 1880)[6][7]
- Gymnobela altispira Sysoev & Ivanov, 1985[8]
- Gymnobela angulosa Sysoev, 1988[9]
- Gymnobela aquilarum (Watson, 1882)[10]
- Gymnobela atypha (Bush, 1893)
- Gymnobela augusta Thiele, 1925[11]
- Gymnobela bairdii (Verrill & Smith, 1884)[12]
- Gymnobela baruna Sysoev, 1997[13]
- Gymnobela blakeana (Dall, 1881)[14]
- Gymnobela brachis (Dall, 1919)[15]
- Gymnobela brachypleura Sysoev, 1990[16]
- Gymnobela brunnistriata Sysoev, 1990[17]
- Gymnobela bululi Stahlschmidt, Poppe & Tagaro, 2018
- Gymnobela camerunensis Thiele, 1925[18]
- †Gymnobela carinaria (Powell, 1935)
- Gymnobela ceramensis (Schepman, 1913)[19]
- Gymnobela chistikovi Sysoev & Ivanov, 1985[20]
- Gymnobela chrysopelex (Barnard, 1963)[21]
- Gymnobela chyta (Watson, 1881)[22]
- Gymnobela clara Thiele, 1925[23]
- Gymnobela crassilirata Sysoev, 1990[24]
- †Gymnobela cyrillei Lozouet, 2017
- Gymnobela dagama (Barnard, 1963)[25]
- Gymnobela daphnelloides (Dall, 1895)[26]
- Gymnobela dautzenbergi (Knudsen, 1952)[27]
- Gymnobela dubia (Schepman, 1913)[28]
- Gymnobela edgariana (Dall, 1889)[29]
- Gymnobela emertoni (Verrill, 1884)[30]
- Gymnobela engonia Verrill, 1884[31]
- Gymnobela eridmata Sysoev & Bouchet, 2001[32]
- Gymnobela erronea Thiele, 1925[33]
- Gymnobela eugenia Sysoev & Ivanov, 1985[34]
- Gymnobela felderi Garcia, 2005[35]
- Gymnobela filifera (Dall, 1881)[36]
- Gymnobela fredericqae Garcia, 2005[37]
- Gymnobela frielei (Verrill, 1885)[38]
- Gymnobela fulvotincta (Dautzenberg & Fischer, 1896)[39]
- Gymnobela glaucocreas (Barnard, 1963)[40]
- Gymnobela gracilis Sysoev, 1990[41]
- Gymnobela granulisculpturata Sysoev, 1990[42]
- Gymnobela guineensis Thiele, 1925[43]
- Gymnobela gypsata (Watson, 1881)
- Gymnobela homoeotata (Watson, 1886)[44]
- Gymnobela illicita Dall, 1927[45]
- Gymnobela ioessa Sysoev, 1997[46]
- Gymnobela isogonia (Dall, 1908)[47]
- Gymnobela lamyi (Dautzenberg, 1925)[48]
- Gymnobela lanceata Dall, 1927[49]
- Gymnobela laticaudata Sysoev, 1990[50]
- Gymnobela latistriata Kantor & Sysoev, 1986[51]
- Gymnobela leptoglypta (Dautzenberg & Fischer, 1896)[52]
- Gymnobela lineola (Dall, 1927)
- Gymnobela micraulax Sysoev, 1997[53]
- Gymnobela midpacifica Stahlschmidt & Chino, 2012
- Gymnobela mitrodeta Sysoev, 1997[54]
- Gymnobela multilirata Ortega & Gofas, 2019
- Gymnobela muricata Sysoev, 1997[55]
- Gymnobela nivea Sysoev, 1990[56]
- Gymnobela oculifera Kantor & Sysoev, 1986[57]
- Gymnobela petiti Garcia, 2005[58]
- Gymnobela phyxanor (Watson, 1886)[59]
- Gymnobela procera Sysoev & Bouchet, 2001[60]
- Gymnobela pulchra (Schepman, 1913)[61]
- Gymnobela pyrrhogramma (Dautzenberg & Fischer, 1896)[62]
- Gymnobela rotundata Sysoev, 1990[63]
- †Gymnobela santorsolae Tabanelli, 2018
- Gymnobela sibogae (Schepman, 1913)[64]
- Gymnobela subaraneosa (Dautzenberg & Fischer, 1896)[65]
- Gymnobela turrispira Sysoev, 1990[66]
- Gymnobela verecunda (Barnard, 1963)[67]
- Gymnobela vicella (Dall, 1908)[68]
- Gymnobela virgo (Okutani, 1966)[69]
- Gymnobela virgulata Sysoev & Bouchet, 2001[70]
- Gymnobela xaioca Figueira & Absalão, 2012
- Gymnobela xylona (Dall, 1908)[71]
- Gymnobela yoshidai (Habe, 1962)[72]

Espécies trazidas para a sinonímia
- Gymnobela adenicus [sic]: sinônimo de Gymnobela adenica Sysoev, 1996
- Gymnobela agassizi [sic]: sinônimo de Gymnobela agassizii (Verrill & S. Smith [in Verrill], 1880)
- Gymnobela bathyiberica Fechter, 1976: sinônimo de Theta vayssierei (Dautzenberg, 1925)
- Gymnobela blakeana extensa Dall, 1881: sinônimo de Mioawateria extensa (Dall, 1881)
- Gymnobela brevis Verrill, 1885: sinônimo de Gymnobela blakeana (Dall, 1881)
- Gymnobela chariessa (Watson, 1881): sinônimo de Theta chariessa (Watson, 1881)
- Gymnobela curta Verrill, 1884: sinônimo de Gymnobela aquilarum (Watson, 1882)
- Gymnobela extensa (Dall, 1881):[73] sinônimo de Mioawateria extensa (Dall, 1881)
- Gymnobela fulvocincta Dautzenberg & Fischer, 1896: sinônimo de Gymnobela fulvotincta (Dautzenberg & Fischer, 1896)
- Gymnobela gregaria Sykes, 1906: sinônimo de Gymnobela leptoglypta (Dautzenberg & Fischer, 1896)
- Gymnobela grundifera Dall, 1927: sinônimo de Daphnella grundifera (Dall, 1927)
- Gymnobela holomera Locard, 1897: sinônimo de Gymnobela pyrrhogramma (Dautzenberg & Fischer, 1896)
- Gymnobela homeotata (Watson, 1886): sinônimo de Gymnobela homaeotata (Watson, 1886)
- Gymnobela imitator Dall, 1927: sinônimo de Pleurotomella imitator (Dall, 1927)
- Gymnobela judithae Clarke, 1989: sinônimo de Mioawateria extensa (Dall, 1881)
- Gymnobela leptoconchum Locard, 1897: sinônimo de Gymnobela emertoni (Verrill & Smith in Verrill, 1884)
- Gymnobela lyroniclea [sic]: sinônimo de Gymnobela lyronuclea (A.H. Clarke, 1959): sinônimo de Theta lyronuclea (A.H. Clarke, 1959)
- Gymnobela lyronuclea (A.H. Clarke, 1959): sinônimo de Theta lyronuclea (A.H. Clarke, 1959)
- Gymnobela malmii (Dall, 1889):[74] sinônimo de Mioawateria malmii (Dall, 1889)
- Gymnobela nudator (Locard, 1897): sinônimo de Bathybela nudator (Locard, 1897)
- Gymnobela pinguis Locard, 1897: sinônimo de Gymnobela aquilarum (Watson, 1882)
- †Gymnobela pusula (Laws, 1947): sinônimo de †Acanthodaphne pusula (Laws, 1947)
- Gymnobela pycnoides Dautzenberg & Fischer, 1896: sinônimo de Mioawateria malmii (Dall, 1889)
- Gymnobela recondita Tiberi, 1869: sinônimo de Gymnobela pyrrhogramma (Dautzenberg & Fischer, 1896)
- Gymnobela rhomboidea Thiele, 1925: sinônimo de Mioawateria rhomboidea (Thiele, 1925)
- Gymnobela subangulata Verrill, 1884: sinônimo de Gymnobela aquilarum (Watson, 1882)
- Gymnobela tenelluna (Locard, 1897): sinônimo de Bathybela tenelluna (Locard, 1897)
- Gymnobela tenellunum [sic]: sinônimo de Gymnobela tenelluna (Locard, 1897): sinônimo de Bathybela tenelluna (Locard, 1897)
- Gymnobela tincta Verrill, 1885: sinônimo de Gymnobela emertoni (Verrill & Smith in Verrill, 1884)
- Gymnobela vayssierei (Dautzenberg, 1925): sinônimo de Theta vayssierei (Dautzenberg, 1925)
- Gymnobela virgo (Okutani, 1966): sinônimo de Bathytoma virgo (Okutani, 1966)
- Gymnobela watsoni (Dautzenberg, 1889):[75] sinônimo de Mioawateria watsoni (Dautzenberg, 1889)